# 지방도 제522호선
지방도 제522호선은 충청북도 제천시 동현동과 단양군 영춘면을 잇는 충청북도의 지방도이다.  어상천면 연곡리 ~ 임현리 구간에서 지방도 제519호선과 중첩되며, 영춘면 별방리 ~ 군간교 구간에서 국도 제59호선과 중첩된다.

## 연혁
- 2003년 2월 14일 : 노선 폐지 및 재지정[1]
- 2008년 12월 26일 : 지방도 도로구역 지정[2]
- 2023년 6월 9일 : 단양군 어상천면 연곡리 820m 구간 개량 개통, 기존 520m 구간 폐지[3]

## 주요 경유지
- 제천시
  - 남현동 (의병대로와 직결) - 동현동 - 월백교
  - 신백동 월백교 - 제천상업고등학교 - 제천동중학교 - 두학동 - 두학교 - 흑석동 - 두학초등학교 - (두학3교) - 두학동 - 자작동 - 갑산재(해발 530m)

- 단양군
  - 어상천면 갑산재(해발 530m) - 연곡삼거리 - 연곡초등학교(폐교) - 응골교 - 연곡2리삼거리 - 어상천입구 교차로 - 임현교 - 단산고등학교, 단산중학교 - 임현삼거리 - 노은재
  - 영춘면 노은재 - 만종1교 - 만종리 - 만종2교 - 별방삼거리 - 별방교 - 장발리 - 영춘면사지원리 교차로 - 사지원교 - 군간교삼거리 - 사지원리 - 하리 - 영춘교 - 영춘교 교차로

## 중복 구간
- 단양군 어상천면 어상천입구 교차로 ~ 임현삼거리 : 지방도 제519호선과 중복
- 단양군 영춘면 별방삼거리 ~ 군간교삼거리 : 국도 제59호선과 중복

## 도로명
- 제천시 남현동 동현동 ~ 단양군 어상천면 연곡삼거리 : 의병대로
- 단양군 어상천면 연곡삼거리 ~ 임현삼거리 : 매포어상천로
- 단양군 어상천면 임현삼거리 ~ 영춘면 별방삼거리 : 별방만중로
- 단양군 영춘면 별방삼거리 ~ 군간교삼거리 : 별방창원로
- 단양군 영춘면 군간교삼거리 ~ 영춘교 교차로 : 강변로